# Edeltraud Grom
Edeltraud Grom (* 3. November 1966) ist eine ehemalige deutsche Fußballspielerin.

## Karriere
Grom gehörte von 1989 bis 1992 dem FC Bayern München als Mittelfeldspielerin an; zunächst noch in der Bayernliga. Mit Einführung einer zweigleisigen Bundesliga zur Saison 1990/91, in den Gruppen Nord und Süd mit jeweils zehn Mannschaften unterteilt, gehörte auch ihr Verein als seinerzeit bester des Bayerischen Fußball-Verbandes neben weiteren Vereinen der 15 anderen Fußballverbänden dieser an.
Ihr erstes von 17 Punktspielen in der Premierensaison bestritt sie mit Beginn des Spielbetriebs am 2. September 1990 beim 1:1-Unentschieden im Heimspiel gegen den VfR 09 Saarbrücken. Ihre ersten beiden Tore erziele sie am 16. September 1990 (3. Spieltag) beim 5:0-Sieg im Heimspiel gegen den SC Klinge Seckach. In der Folgesaison, ihrer letzten für den Verein, erzielte sie abermals zwei Tore in 18 Punktspielen.
Knapp vier Monate vor dem Start in der Bundesliga Süd erreichte sie mit ihrer Mannschaft das Finale um den DFB-Pokal.
Das am 19. Mai 1990 im Berliner Olympiastadion als Vorspiel zum Männerfinale ausgetragene Pokalfinale wurde gegen den FSV Frankfurt denkbar knapp mit 0:1 verloren; die Frankfurterin Martina Walter erzielte bereits in der 20. Minute das Siegtor.

## Erfolge
- DFB-Pokal-Finalist 1990